# عدم تحمل لاکتوز
نارسایی لاکتوز (به انگلیسی: Lactose intolerance) نوعی عدم توانایی در سوخت‌وساز و هضم لاکتوز یا قند شیر در بدن است. این بیماری به علت فقدان آنزیم لاکتوز در دستگاه گوارش، جهت شکستن پیوندهای لاکتوز می‌باشد. از نشانه‌های این بیماری می‌توان درد شکم، نفخ، باد شکم، اسهال، تهوع و بازگشت اسید به مری را ذکر کرد.

## شیوع
تا قبل از سن ۲ سالگی کاهش فعالیت آنزیم لاکتاز به ندرت دیده می‌شود ولی تا بزرگسالی ۶۰ تا ۸۰ درصد در جوامع مختلف این کاهش را نشان می‌دهند. کاهش آنزیم لاکتاز دقیقاً با افزایش سن مطابقت دارد.

## علائم
دردهای شکم همراه با اتساع شکم، نفخ، اسهال و باد شکم پس از مصرف غذاهای حاوی لاکتوز از علائم شایع این بیماری است. به دلیل کاهش در جذب مواد انرژی زا در شیرخوار این کودکان دچار نقص در رشد هستند. عدم جذب در موادی مثل چربی و همچنین کلسیم و فسفر داریم که باعث علائم پوکی استخوان، ریکتز و استئومالاسی می‌گردد.
این علائم به دلیل اثر اسموتیک لاکتوز (میل به جذب آب به داخل روده) و تولید اسیدهای آلی و دی‌اکسید کربن ناشی از تخمیر لاکتوز توسط میکروارگانیسمهای روده‌ای است.

## تشخیص آزمایشگاهی
هرچند تشخیص بالینی است ولی می‌توان از این روش‌ها استفاده کرد:
تست تحمل لاکتوز: واکنش بدن به دریافت مایعی که حاوی سطوح بالای لاکتوز است را اندازه می‌گیرد. ۲ ساعت پس از نوشیدن این مایع، آزمایش‌های خون برای اندازه‌گیری میزان گلوکز خون انجام می‌شود. اگر سطح گلوکز افزایش نیافت، بدین معنی است که بدن نوشیدنی غنی از لاکتوز را به‌خوبی هضم و جذب نمی‌کند.
- تست هیدروژن تنفسی: این تست هم نیازمند نوشیدن مایع حاوی لاکتوز فراوان است. سپس پزشک میزان هیدروژن موجود در بازدم را در فواصل منظم اندازه می‌گیرد. به‌طور طبیعی میزان خیلی کمی هیدروژن قابل شناسایی است؛ ولی اگر بدن لاکتوز را هضم نکند، لاکتوز در کولون توسط باکتریهای روده تخمیر شده و هیدروژن و دیگر گازها را آزاد می‌کند که توسط روده جذب شده و نهایتاً از راه بازدم خارج می‌شود. میزان بالای هیدروژن اندازه‌گیری شده در بازدم، نشان دهنده عدم هضم لاکتوز است.
- تست اسیدیته مدفوع: تست اسیدیتهٔ مدفوع می‌تواند برای شیرخواران و کودکانی که قادر به تحمل دیگر تست‌ها نیستند مورد استفاده قرار گیرد. تخمیر لاکتوز هضم نشده باعث ایجاد لاکتیک اسید و اسیدهای دیگر می‌شود که در نمونه مدفوع قابل شناسایی هستند.

## درمان
هرچند مکملهای فاقد لاکتاز ساخته شده‌اند ولی افراد دچار عدم تحمل لاکتوز معمولاً با کاهش میزان محصولات لبنی مصرفی و استفاده از محصولات ویژه تولید شده برای افراد دچار این مشکل، تسکین می‌یابند. مقادیر کمتر لبنیات اغلب بهتر تحمل می‌شوند. میزان لاکتوز تمام محصولات لبنی یکسان نیست. به عنوان مثال، پنیرهای سفت مثل پنیر سوئیس یا چدار، میزان کمی لاکتوز دارند و به‌طور کلی هیچ عارضه‌ای ایجاد نمی‌کنند. ماست معمولاً بهتر تحمل می‌شود؛ زیرا باکتری‌های مورد استفاده در فرایند تهیه، به‌طور طبیعی آنزیمی تولید می‌کنند که لاکتوز را می‌شکند.